# Luís Mascarenhas, 2.º conde de Alva

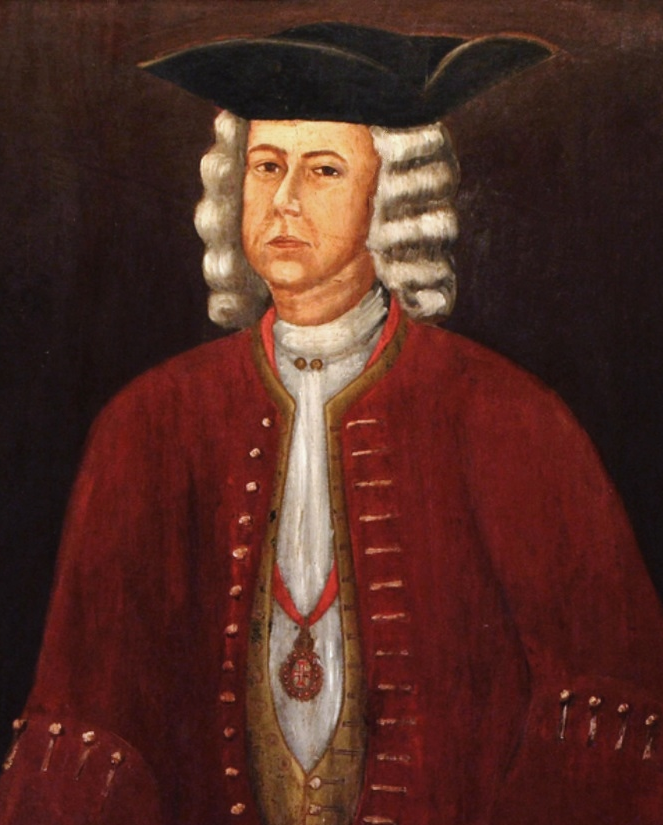
O Conde de Alva

Luís Mascarenhas, 2.º conde de Alva (1685 – Goa, 26 de junho de 1756) foi um nobre e administrador colonial português, 73.º Governador da Índia e 46.º Vice-Rei da Índia.
Era filho segundogénito de D. Fernando Mascarenhas, 2.º marquês de Fronteira com Joana Leonor de Toledo e Meneses (que era irmã do 1.º conde de Alva , D. João Diogo de Ataíde).
Casou-se com Maria Bárbara de Meneses, filha de Aleixo de Sousa da Silva e Meneses, 2.º conde de Santiago de Beduído. Não teve descendência. Herdou o título de seu tio João de Sousa e Ataíde, 1.º conde de Alva por decreto de 13 e carta de 24 de março de 1754.
Morreu em combate na defesa de Goa.